# Ereção clitoriana
A ereção clitoriana é um fenômeno fisiológico em que o clitóris fica largo e firme.  A ereção clitoriana é o resultado de uma complexa interação de fatores psicológicos, neurais, endócrinos vasculares e geralmente, embora não exclusivamente, está associada à excitação sexual.
A ereção do clitóris é o resultado de uma complexa interação de fatores psicológicos, neurais, vasculares e endócrinos, e geralmente, embora não exclusivamente, está associada à excitação sexual . As ereções devem eventualmente diminuir, e o estado prolongado de ereção do clitóris, mesmo quando não despertado, é uma condição que pode se tornar dolorosa. Esse inchaço e encolhimento a um estado relaxado parecem estar ligados aos efeitos do óxido nítrico nos tecidos do clitóris, semelhante ao seu papel na ereção peniana.

## Fisiologia

Vulva: 1. Capuz clitoridiano
2. Clitóris
3. Lábios maiores 4. Lábios menores
5. Uretra 6. Vagina
(períneo e rafe perineal em 7 e Ânus em 8)

O clitóris é o homólogo do pênis na mulher. Da mesma forma, o clitóris e sua ereção podem diferir sutilmente em tamanho. A parte visível do clitóris, a glande do clitóris, varia em tamanho de alguns milímetros a um centímetro e está localizada na junção frontal dos pequenos lábios (lábios internos), acima da abertura da uretra . É coberto pelo capuz do clitóris. Qualquer tipo de movimento pode aumentar o fluxo sanguíneo para este órgão e isso resulta em aumento das secreções que lubrificam a vagina. Há muitas maneiras de estimular o clitóris.
A ereção do clitóris ocorre quando os corpos cavernosos, duas estruturas eréteis expansíveis, ficam ingurgitados de sangue. Isso pode resultar de qualquer um dos vários estímulos fisiológicos, incluindo excitação sexual. Durante a excitação sexual, o fluxo sanguíneo arterial para o clitóris é aumentado e o músculo liso trabecular dentro do clitóris relaxa, permitindo que o sangue inunde os tecidos eréteis. Os músculos isquiocavernoso e bulboesponjoso se contraem para comprimir a veia dorsal do clitóris para interromper a drenagem do clitóris, aprisionando o sangue. Mais especificamente, o clitóris tem dois tecidos eréteis adjacentes corpus cavernosa (corpus cavernosa clitoridis) que formam um corpo principal que se conecta à glande do clitóris. Há também uma faixa de tecido erétil (semelhante à colocação do corpo esponjoso nos homens) correndo ao longo da superfície ventral do corpo principal do corpo cavernoso que conecta a glande do clitóris à comissura dos bulbos vestibulares. O corpo principal do corpo cavernoso com uma faixa de tecido erétil ventral compõe a diáfise, que está conectada à glande do clitóris. A túnica albugínea é uma bainha fibroso-elástica, que envolve a diáfise e a glande do clitóris. A túnica albugínea não envolve os bulbos do vestíbulo. Os tecidos eréteis são compostos por espaços vasculares revestidos por endotélio em uma matriz trabecular, com os espaços vasculares revestidos por endotélio cercados por músculo liso capaz de contração e relaxamento.
Durante a excitação sexual, o fluxo sanguíneo arterial para o clitóris é aumentado e, dentro do clitóris, as artérias se ramificam para suprir os tecidos eréteis. Os músculos lisos trabeculares do tecido erétil relaxam aumentando o fluxo sanguíneo para preencher os espaços vasculares, expandindo os tecidos eréteis até que estejam totalmente ingurgitados de sangue. Os músculos isquiocavernoso e bulbocavernoso se contraem, comprimindo a veia dorsal do clitóris. Essa compressão da veia restringe a drenagem das estruturas eréteis, prendendo o sangue. Este processo estica a túnica albugínea. Como resultado, o clitóris torna-se tumescente para acomodar o aumento da pressão intracavernosa. A túnica albugínea do clitóris é composta por uma camada tornando-a mais elástica que a túnica albugínea do pênis, que é composta por duas camadas. Erick Janssen (2007) elabora sobre esse relato que "os corpos cavernosos do clitóris são essencialmente semelhantes aos do pênis, exceto que não há camada subalbugínea interposta entre a túnica albugínea e o tecido erétil. No pênis, esse tecido se enche de sangue durante a excitação sexual e se comprime contra a túnica inflexível, criando rigidez peniana – uma verdadeira ereção. A falta desse plexo no clitóris indica que, embora o órgão possa se tornar intumescido ou ingurgitado, ele não pode, como o pênis, ficar rigidamente ereto. O clitóris, portanto, não fica realmente ereto com a excitação sexual, mas ingurgitado." Além disso, a túnica albugínea ao redor da glande é mais fina do que ao redor do corpo, tanto no clitóris quanto no pênis. Isso dá à glande menos firmeza em relação ao eixo. A extrusão da glande do clitóris e o afinamento da pele aumentam a sensibilidade ao contato físico. Depois que uma mulher atinge o orgasmo, a ereção geralmente termina, mas isso pode levar algum tempo.

## Priapismo do clitóris
O priapismo, embora mais comum em homens, é uma condição que também pode afetar o clitóris. Os sintomas incluem ingurgitamento doloroso do clitóris, inchaço do clitóris e dor na área ao redor do clitóris.